# Zat Knight
Zatyiah "Zat" Knight est un ancien footballeur anglais né le 2 mai 1980, à Solihull, dans les Midlands de l'Ouest, en Angleterre. Il jouait au poste de défenseur central.

## Carrière en club
Fulham engagea Zat Knight auprès du petit club de Rushall Olympic, basé dans les Midlands de l'Ouest. Comme Zat Knight n'avait pas de contrat le liant professionnellement à Rushall Olympic, Fulham n'avait pas besoin débourser un quelconque montant pour faire signer le joueur. Mais, en remerciement, Rushall Olympic reçut un jeu de 30 tenues complètes de la part de Fulham.
Après un rapide prêt à Peterborough United, pour s'y aguerrir et gagner du temps de jeu, il inscrivit son premier but pour Fulham lors d'un match de FA Cup, en 2004, pour un match nul 1-1 contre Watford. Durant ses années de présence à Fulham, il s'imposa comme joueur de l'équipe-type, recevant même parfois le capitanat lors de la saison 2006-2007, lorsque le capitaine habituel, Luis Boa Morte, ne jouait pas.
Le 29 août 2007, Zat Knight signa un contrat de quatre ans en faveur du club qu'il supportait dans sa jeunesse,  Aston Villa (la ville de naissance de Zat Knight, Solihull, n'est qu'à quelques kilomètres de Birmingham). Aston Villa avait déboursé 3,5 millions de livres sterling pour engager le joueur. Zat Knight joua son premier match le 2 septembre 2007, contre Chelsea et y inscrivit son premier but pour une victoire des Villans 2-0.
En juillet 2009, il signe un contrat de trois ans en faveur des Bolton Wanderers.
À l'issue de la saison 2013-2014 il est libéré par Bolton.
Le 12 mars 2015 il rejoint le Reading FC

## Carrière internationale
Zat Knight est sélectionnable pour l'Angleterre et a même connu deux sélections. Son premier match avec le maillot anglais se déroula le 28 mai 2005, pour un match amical contre les États-Unis, où il entra en cours de jeu. Sa seconde sélection arriva trois jours plus tard, le 31 mai, pour un match amical contre la Colombie.

## Palmarès
Vierge.

## Vie personnelle
- La taille de Zat Knight (1,98m) en fait le plus grand défenseur en Premier League. Mais il n'est pas le joueur le plus grand, dépassé notamment par Peter Crouch et ses 2,01m.

- Alors qu'il jouait pour Fulham, Zat Knight connut une double fracture à la mâchoire peu avant un match contre West Ham. Zat expliqua qu'il contracta cette double fracture alors qu'il était en train de chahuter avec son frère, Carlos. Le manager de Fulham, Chris Coleman, trouva étrange qu'on puisse se faire une double fracture juste en chahutant, mais Zat insista sur le fait qu'il n'y avait rien de sinistre à propos de cet incident.

- Le jour même de sa signature à Aston Villa, le 29 août 2007, Zat Knight connut la mésaventure de voir la police anglaise l'arrêter ainsi que son frère Carlos, après une perquisition dans leur maison familiale. La police déclara y avoir saisi une certaine quantités de stupéfiants (notamment de l'héroïne). Zat fut assez rapidement mis hors de cause, mais il eut peur de rater la conférence de presse spécialement organisée pour sa signature à Aston Villa qui devait avoir lieu le jour même. Celle-ci put finalement se tenir en temps et en heure, et cet incident n'y fut pas évoqué.